# Bric Miroglio
Il Bric Miroglio è una montagna delle Alpi liguri alta 1110 m; si trova in provincia di Cuneo.

## Descrizione

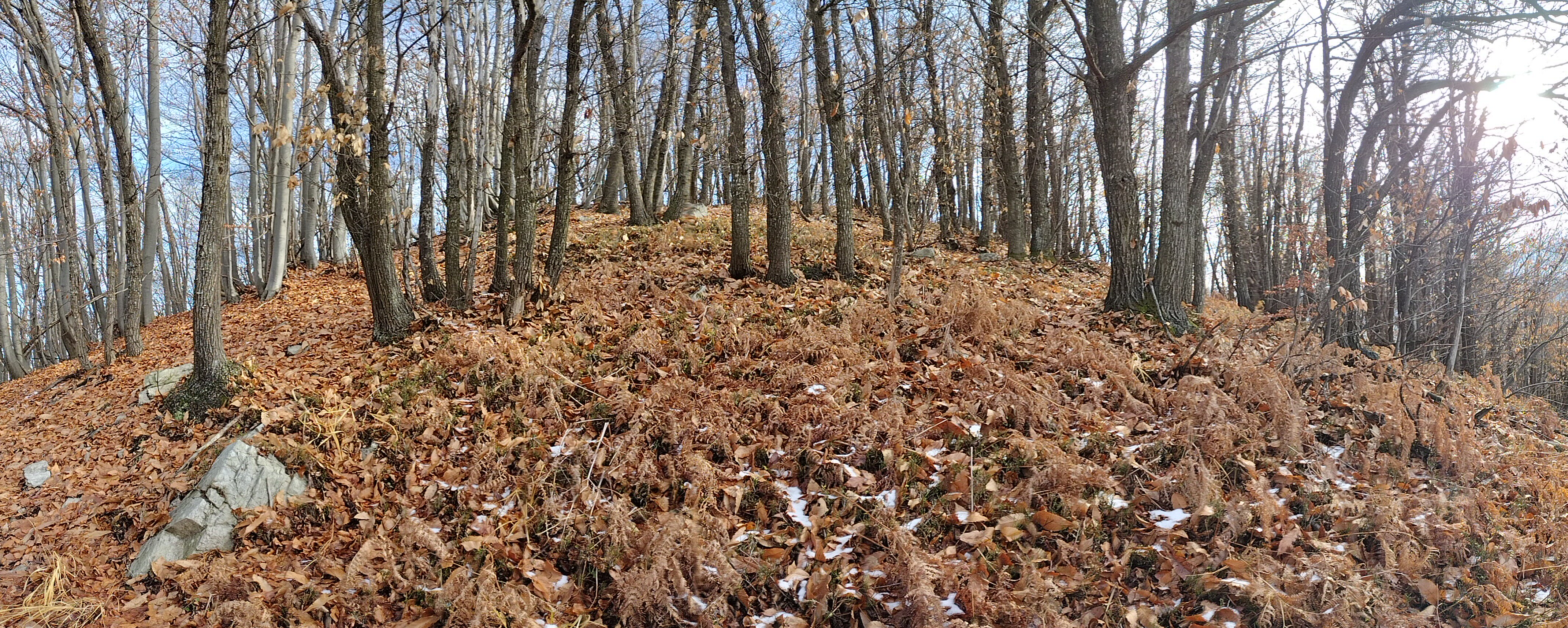
L'arrotondata cima del bric

La montagna si trova sullo spartiacque Maudagna/Ellero. A nord il Colletto Merlatti la divide dalla Cima Castelletto e dal Bric Foltera, mentre verso sud lo spartiacque prosegue con la Cima Friosa (1106 m), perde quota con il Colle Friosa e si dirige poi verso le cime Fornelli e Durand. Amministrativamente la cima del Bric Miroglio si trova sul confine tra i comuni di Frabosa Sottana (a est) e Roccaforte Mondovì. La zona è caratterizzata da fitti boschi con prevalenza di latifoglie, che non si interrompono neanche sulla parte più alta del monte, limitando fortemente il panorama. Sulla cima si trova un piccolo ometto in pietrame. La prominenza topografica del Bric Miroglio è di 115 m, ed è data dalla differenza di quota tra la sua cima e il punto minimo, rappresentato dal Colle Friosa (995 m).

## Geologia
Il crinale Maudagna/Ellero, nella zona compresa tra la Cima Fiosa e il Bric Miroglio, si caratterizza per la presenza di rocce porfiriche.

## Accesso alla cima

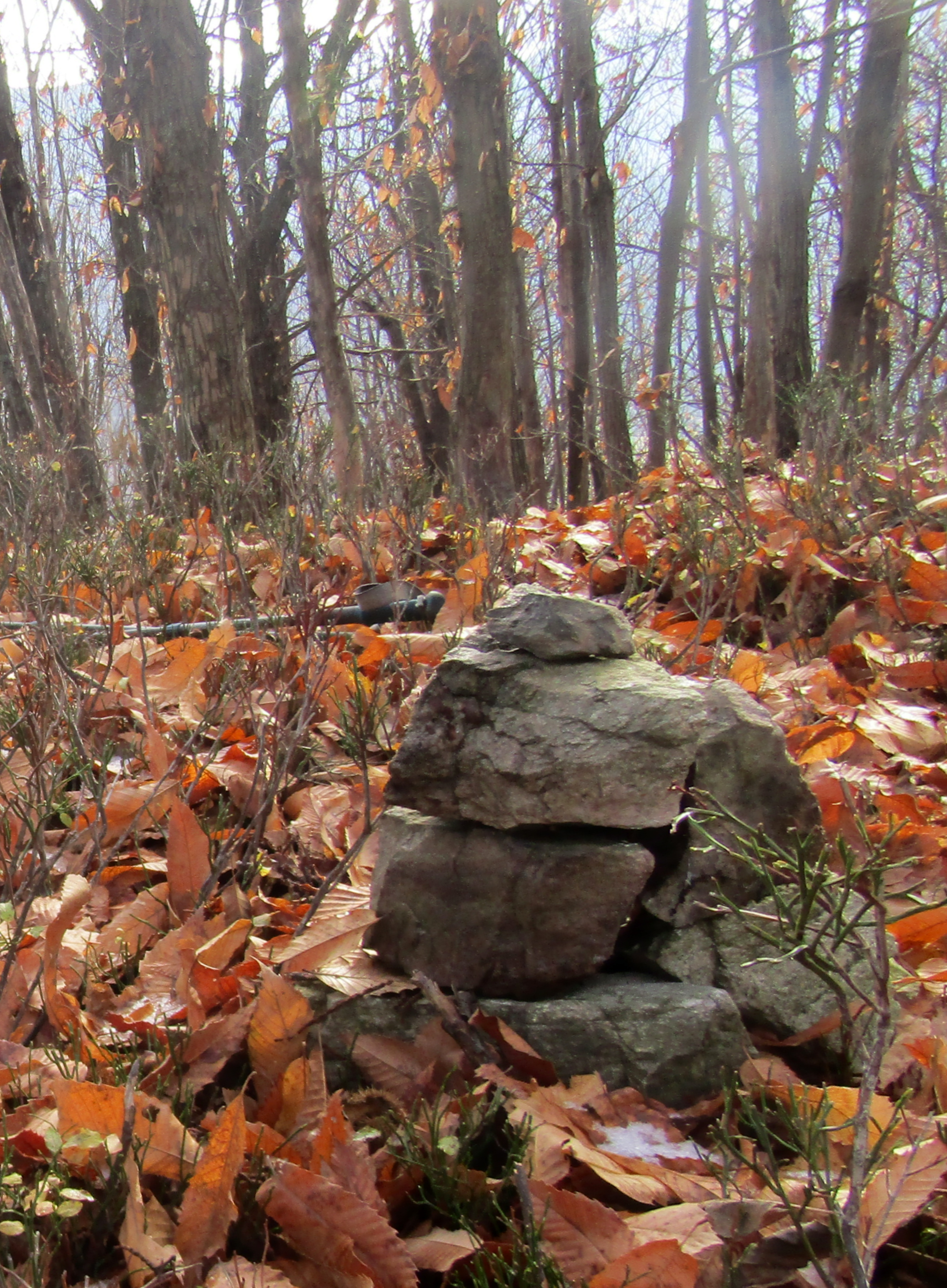
L'ometto sulla cima

Si può raggiungere la cima del Bric  Miroglio con partenza da Miroglio, raggiungendo il crinale Maudagna/Ellero in corrispondenza del Colletto Merlatti, procedendo per sentiero in direzione del Colle Friosa e seguendo poi senza percorso obbligato il pendio del monte. La salita può essere accoppiata a quella alla vicina Cima Castelletto (di accesso meno facile) ed eventualmente anche al Bric Foltera, più lontano.
Data la fitta vegetazione il panorama dalla cima è quasi inesistente.